# Барнуэлл, Джон
Джон Барнуэлл (англ. John Barnwell; род. 24 декабря 1938, Ньюкасл-апон-Тайн, Нортамберленд) — английский футболист, полузащитник, и тренер.

## Клубная карьера

### «Арсенал»
Барнуэлл родился в Ньюкасле и сначала играл в качестве любителя за команды «Уитли Бэй» и «Бишоп Окленд», а затем перешел в «Арсенал» в 1955 году. Регулярно выступал за молодёжную команду столичного клуба, получая вызов в молодёжную сборную Англии и сборную Англии до 23 лет, и 13 апреля 1957 года дебютировал за основную команду в матче против «Сандерленда».
Вскоре после этого Барнуэлл был призван в национальную службу и больше не играл за «Арсенал» до середины сезона 1958/1959. Он был игроком ротации «Арсенала» в течение следующих шести сезонов. Первоначально Барнуэлл играл на позиции полусреднего нападающего, позади основных нападающих, но в сезоне 1961/1962 был переведён на более защитную позицию на фланге. Закрепиться на фланговой позиции не смог.
Однако Барнуэлл вернулся в сезоне 1962/1963, сыграв 37 игр на фланге, но в следующем сезоне снова потерял форму, и его исключили из состава. Не сумев снова вернуться в основную команду «Арсенала», он покинул клуб в марте 1964 года. Всего он сыграл за «Арсенал» 151 матч и забил 24 гола.

### «Ноттингем Форест»
Барнуэлл перешёл в «Ноттингем Форест», проведя там шесть сезонов, где полностью освоился на позиции опорного полузащитника. За «лесников» он также не завоевал никаких крупных наград, хотя они были близки к этому в сезоне 1966/1967, заняв второе место в Первом дивизионе и дойдя до полуфинала Кубка Англии. За «Ноттингем» Барнуэлл сыграл 186 матчей и забил 22 гола.

### «Шеффилд Юнайтед»
В 1970 году Барнуэлл стал игроком «Шеффилд Юнайтед». После непродолжительного пребывания, сыграв 9 игр и забив 2 гола, он завершил карьеру из-за продолжительной травмы лодыжки.

## Карьера тренера
После завершения карьеры футболиста Барнуэлл перешел на тренерскую работу, став тренером под руководством Ноэля Кантуэлла в «Питерборо Юнайтед», помогая клубу выйти в старый Третий дивизион. Барнуэлл сменил Кантуэлла в 1977 году и едва не смог попасть во Второй дивизион в своём первом и единственном сезоне. Он покинул «Юнайтед» в 1978 году после спора с правлением клуба, но вскоре присоединился к «Вулверхэмптон Уондерерс», которому помог достичь полуфинала Кубка Англии в 1979 году, а затем одержать победу в финале Кубка лиги в 1980 году. В сезоне 1979/1980 «волки» заняли 6-е место в лиге. И это несмотря на то, что Барнуэлл попал в ужасную автомобильную аварию, в которой сломал череп.
Однако «Вулверхэмптон» не смогли сохранить свою форму на рубеже десятилетий, заняв 18-е место в сезоне 1980/1981, хотя и вышли в полуфинал Кубка Англии во второй раз за три сезона. 8 января 1982 года Барнуэлл подал в отставку после продолжающегося спора с председателем Гарри Маршаллом.
Он уехал за границу, тренируя в Саудовской Аравии, а позже управляя греческим клубом АЕК (1983—1984). Затем он вернулся в Англию в низшие дивизионы, где руководил «Ноттс Каунти» (1987—1988), «Уолсолл» (1989—1990) и «Нортгемптон Таун» (1993—1994).